# Wereldkampioenschappen veldlopen 1973
De 1e IAAF wereldkampioenschappen veldlopen vonden plaats op 17 maart 1973 op de Belgische Hippodroom van Waregem.

## Uitslagen

### Mannen senioren
| Plaats | Atleet              | Land          | Tijd (min.s) |
| ------ | ------------------- | ------------- | ------------ |
|        | Pekka Päivärinta    | Finland       | 35.46,4      |
|        | Mariano Haro        | Spanje        | 35.46,5      |
|        | Rod Dixon           | Nieuw-Zeeland | 36.00        |
| 4      | Tapio Kantanen      | Finland       | 36.05        |
| 5      | Willy Polleunis     | België        | 36.05        |
| 6      | Roger Clark         | Engeland      | 26.08        |
| 7      | Juan Hidalg         | Spanje        | 36.12        |
| 8      | Gaston Roelants     | België        | 36.13        |
| 9      | Nikolay Sviridov    | Sovjet-Unie   | 36.19        |
| 10     | Noel Tijou          | Frankrijk     | 36.21        |
| ..     |                     |               |              |
| 16     | Egbert Nijstad      | Nederland     | 36.46        |
| 18     | Erik De Beck        | België        | (*)          |
| 19     | Erik Gyselinck      | België        |              |
| 28     | Karel Lismont       | België        |              |
| 31     | Marc Smet           | België        |              |
| 39     | Roelof Veld         | Nederland     |              |
| 40     | Edgar Salvé         | België        |              |
| 48     | Haico Scharn        | Nederland     |              |
| 52     | John van der Wansem | Nederland     |              |
| 98     | Herman Parmentier   | België        |              |
| 121    | Piet Vonck          | Nederland     |              |
| 124    | Geert Jansen        | Nederland     |              |
| 131    | Jos Hermens         | Nederland     |              |
| 140    | Hans Ruiter         | Nederland     |              |

(*) Tijden enkel digitaal beschikbaar voor de eerste 17 deelnemers in het eindklassement.
| Plaats | Land | Punten                           |
| ------ | --- | -------------------------------- |
|        | België Willy Polleunis Gaston Roelants Erik De Beck Erik Gyselinck Karel Lismont Marc Smet                       | 5 + 8 + 18 + 19 + 28 + 31 = 109  |
|        | Sovjet-Unie Nikolay Sviridov Pavel Andreyev Nikolay Puklakov Boris Olyanitskiy Valentin Zotov Vladimir Merkushin | 9 + 17 + 21 + 22 + 23 + 27 = 119 |
|        | Nieuw-Zeeland Rod Dixon Dick Tayler Bryan Rose Euan Robertson Eddie Gray Nathan Healey                           | 3 + 12 + 14 + 15 + 38 + 54 = 136 |

### Mannen junioren
| Plaats | Atleet            | Land      | Tijd (min.s) |
| ------ | ----------------- | --------- | ------------ |
|        | Jim Brown         | Schotland | 20.52,8      |
|        | José Haro         | Spanje    | 21.00,6      |
|        | Leon Schots       | België    | 21.07,2      |
| 4      | Franco Fava       | Italië    | 21.15,2      |
| 5      | Aldo Tomasini     | Italië    | 21.27,6      |
| 6      | Dennis Coates     | Engeland  | 21.27,6      |
| 7      | José Luis Ruiz    | Spanje    | 21.32,2      |
| 8      | Barry Smith       | Engeland  | 21.32,3      |
| 9      | Fernando Cerrada  | Spanje    | 21.45        |
| 10     | Tony Staynings    | Engeland  | 21.49        |
| ..     |                   |           |              |
| 23     | Robert Vandesande | België    | (*)          |
| 31     | Geert Desmet      | België    |              |
| 32     | Robert Lismont    | België    |              |
| 40     | Aad Buijs         | Nederland |              |
| 43     | Jo Schout         | Nederland |              |
| 44     | Luc Nuyts         | België    |              |
| 52     | René Tijs         | Nederland |              |
| 54     | Peet-Jan van Zyl  | Nederland |              |

(*) Tijden enkel digitaal beschikbaar voor de eerste 17 deelnemers in het eindklassement.
| Plaats | Land                                              | Punten          |
| ------ | ------------------------------------------------- | --------------- |
|        | Spanje José Haro José Luis Ruiz Fernando Cerrada  | 2 + 7 + 9 = 18  |
|        | Italië Franco Fava Aldo Tomasini Luca Bigatello   | 4 + 5 + 13 = 22 |
|        | Engeland Dennis Coates Barry Smith Tony Staynings | 6 + 8 + 10 = 24 |

### Vrouwen senioren
| Plaats | Atleet                | Land          | Tijd (min.s) |
| ------ | --------------------- | ------------- | ------------ |
|        | Paola Pigni           | Italië        | 13.45,2      |
|        | Joyce Smith           | Engeland      | 13.58        |
|        | Joske Van Santberghe  | België        | 14.01        |
| 4      | Rita Ridley           | Engeland      | 14.02        |
| 5      | Sinikka Tyynelä       | Finland       | 14.09        |
| 6      | Jean Lochhead         | Wales         | 14.12        |
| 7      | Marijke Moser         | Zwitserland   | 14.13        |
| 8      | Irja Pettinen         | Finland       | 14.14        |
| 9      | Anne Garrett          | Nieuw-Zeeland | 14.15        |
| 10     | Nina Holmén           | Finland       | 14.16        |
| ..     |                       |               |              |
| 11     | Annie van den Kerkhof | Nederland     | 14.20        |
| 12     | Marleen Mols          | België        | 14.21        |
| 39     | Liève Van Den Broeck  | België        | (*)          |
| 51     | Corrie Konings        | Nederland     |              |
| 53     | Geertje Meersseman    | België        |              |
| 56     | Magda Versluys        | België        |              |
| 57     | Ria Groen             | België        |              |
| 62     | Viviane Van Emelen    | België        |              |
| DNF    | Joke van de Stelt     | Nederland     |              |

(*) Tijden enkel digitaal beschikbaar voor de eerste 20 deelnemers in het eindklassement.
| Plaats | Land                                                                     | Punten                 |
| ------ | ------------------------------------------------------------------------ | ---------------------- |
|        | Engeland Joyce Smith Rita Ridley Penny Yule Carol Gould                  | 2 + 4 + 14 + 20 = 40   |
|        | Finland Sinikka Tyynelä Irja Pettinen Nina Holmén Aila Koivistoinen      | 5 + 8 + 10 + 50 = 73   |
|        | Verenigde Staten Doris Brown Francie Larrieu Vicki Foltz Caroline Walker | 15 + 16 + 29 + 30 = 90 |